# أونياليا
أونياليا (بالإنجليزية: Onyalai)‏ هو شكل مكتسب من نقص الصفيحات المناعي، الذي يختلف سريريا، ووبائيا، ومناعيا عن الفرفرية قليلة الصفيحات مجهولة السبب.

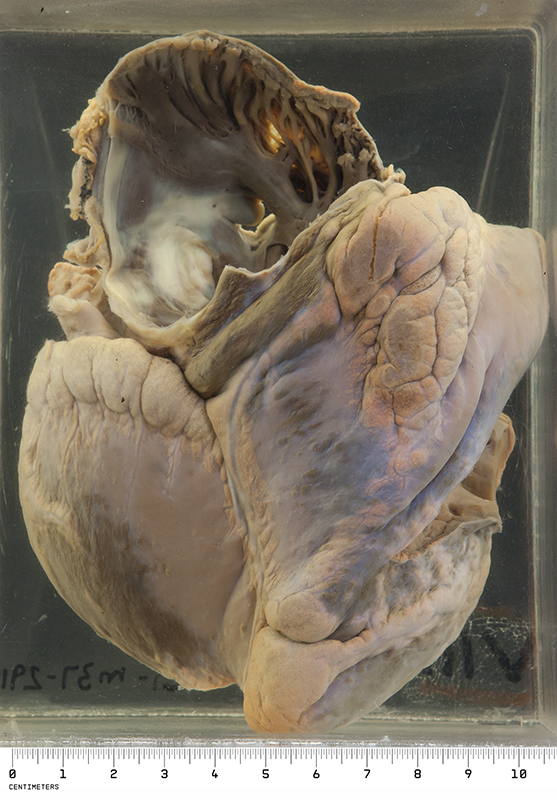
نزف قلبي في حالة أونياليا. ويظهر نزيف القلب في جميع أنحائه، وخاصة في الأذين الأيمن.

## العلامات والأعراض
السمة السريرية هي وجود فقاعات نزفية على الغشاء المخاطي للبلعوم والأنف والفم. ويكون النزف من الفقاعة الممزقة، أو الرعاف، أو نزيف الجهاز الهضمي شديد، ويمكن أن يسبب الصدمة والموت.
أونياليا هو مرض حاد يؤدي إلى تطور الآفات النزفية على الأغشية المخاطية على الفم، والأنف، وتحت الملتحمة، والجلد، بما في ذلك باطن القدمين. ولا تتسبب الفقاعات ألم للمريض في البداية، مما قد يؤدي إلى تأخر التشخيص. ومع تقدم المرض، قد تتطور بيلة دموية، وتغوط أسود، وغزارة الطمث، ويستمر النزيف عادة لمدة ثمانية أيام تقريبا، وقد يتكرر. ويطور حوالي 80 في المئة من الحالات قلة الصفيحات المزمنة. وقد تحدث نوبات دورية من النزيف الحاد، والتي يمكن أن تكون شديدة، مما يؤدي إلى الصدمة والموت.

## السبب
يشتبه في أن يكون عدم كفاية التغذية أو تناول الأغذية الملوثة هو السبب. وقد تم العثور على كل من غلوبيولين مناعي ج (IgG) وغلوبيولين مناعي م (IgM) المضاد للصفائح الدموية والبروتين السكري 2ب/3أ في غالبية المرضى.

## العلاج
يتم توجيه العلاج إلى الوقاية من الصدمة النزفية، ولا تزيد الجرعة القياسية من البريدنيزولون من عدد الصفائح الدموية، بينما تبين أن الجرعة العالية من العلاج بالميثيل برديسولون في الأطفال الذين يعانون من أونياليا يحسن عدد الصفائح الدموية ويقلل من متطلبات نقل الدم. وقد تكون كبريتات الفينكريستين مفيدة لبعض المرضى، كما يكون استئصال الطحال ضروريا في المرضى الذين يعانون من نزف حاد لا يمكن السيطرة عليه. وقد تساعد الجرعة العالية من الجاماغلوبيولين في الوريد في زيادة عدد الصفائح الدموية ووقف النزف.

## وبائيات
يقتصر مرض أونياليا على السكان السود في وسط أفريقيا الجنوبية. وتتراوح الفئة العمرية المتأثرة من أقل من سنة إلى 70 عاما، ويبدو أنها لا تكون خاصة بنوع الجنس كما هو الحال مع نقص الصفيحات المناعي. ويبلغ عدد الحالات ذروته عموما بين 11 و20 سنة.
وقد أظهر تحليل قبول المرضى في المستشفيات في ناميبيا بين عامي 1981 و1988 أن معدل الإصابة بأونياليا هو 1.19٪، حيث يتراوح معدل الإصابة السنوي بين 0.96٪ و1.66٪ من جميع حالات القبول. وكانت نسبة الإناث إلى الذكور 3: 2، كما كان متوسط العمر عند ظهور الأعراض هو 24.8 سنة (في نطاق من 6 أشهر إلى 80 سنة)، وكان متوسط الإقامة في المستشفى (ومدة النزيف السريري) 7.68 يوما (في نطاق من 1-38 يوما). وقد ارتبطت سياسة العلاج بالبدء بالسوائل الوريدية عند دخول المستشفى ونقل الدم كلما انخفض الهيموجلوبين عن 10 غرام/ ديسيلتر في المرضى الذين يعانون من نزيف نشط بمعدل وفيات قدره 2.78٪ مقارنة بنسبة 9.8٪ في الحالات المسجلة حتى عام 1981.

## تاريخ
قام ويلمان بالإبلاغ عن أول حالة في عام 1904.